# Iberus gualtieranus
Iberus gualtieranus es una especie de gasterópodo terrestre endémico de la península ibérica, propia de lugares áridos y pedregosos. Posee una gran variabilidad en la morfología de la concha lo que ha dado lugar a la descripción de numerosas variedades y ha complicado mucho su taxonomía.

## Taxonomía
Según Fauna Europaea, esta especie contiene siete subespecies:
- Iberus gualtieranus alonensis
- Iberus gualtieranus campesinus
- Iberus gualtieranus carthaginiensis
- Iberus gualtieranus gualtieranus
- Iberus gualtieranus mariae
- Iberus gualtieranus posthumus
- Iberus gualtieranus rhodopeplus

No obstante, la taxonomía del género Iberus es muy controvertida y existen algunas subespecies que son consideradas en algunos casos especies independientes. Recientes estudios moleculares están permitiendo vislumbrar las relaciones taxonómicas entre los diferentes morfotipos de este taxón.

## Estado de conservación
Según la IUCN Iberus gulatieranus está casi amenazado.